# Elem Klímov
Elem Guérmanovitx Klímov (rus: Элем Германович Климов) (Stalingrad, Unió Soviètica, 9 juliol 1933 − Moscou, 26 octubre 2003) va ser un director de cinema soviètic.
El seu nom és format per les primeres lletres dels referents socialistes Engels, Lenin i Marx.

## Biografia
Amb 9 anys, durant la batalla de Stalingrad, Elem Klimov ha d'abandonar la seva ciutat natal per fugir cap als Urals. Travessa el Volga, enterrat sota els cobrellits i els coixins, protegit per la seva mare que fa pantalla amb el seu cos, perquè els alemanys bombardegen igualment els vaixells. Veurà la ciutat i el riu en flames i el petroli dels dipòsits destruïts vessa cap a l'aigua. Aquesta experiència la portarà més tard a rodar un film de guerra titulat Va i mira (Idi e smotri).
Estudia a l'escola d'aviació de Moscou, de la qual surt titulat l'any 1957, a continuació treballa com enginyer en una fàbrica de la capital. Prova a continuació En el periodisme en emissions destinades a la joventut a la Radiotelevisió central i treballa poc després a la Filharmònica de Moscou. Obté l'any 1964 el més elevat diploma de posada en escena lliurat per l'Institut federal d'Estat del cinema (VGIK), l'institut moscovita d'estudis cinematogràfics. Va tenir de professor Efim Dzigan. Immediatament convidat per Mosfilm, debuta com a director amb Sigueu benvinguts, una sàtira sulfurosa de l'univers dels camps de vacances d'estiu i dels esdeveniments que poden tenir lloc. L'enfocament satíric segueix amb Les Aventures d'un dentista qui suscita el descontentament dels buròcrates de la jerarquia cinematogràfica. L'any 1970, intenta una experiència amb el seu llargmetratge documental Esport, esport, esport, que integra en la seva estructura seqüències jugades. Aquesta barreja d'imatges documentals i de joc d'actors es troba al seu film Rasputí, l'agonia que evoca el final de la dinastia Romanov. L'obra no surt fins set anys després del final del seu rodatge. Comporta al seu autor problemes amb la censura per la violència de certes escenes i la duresa de la mirada històrica, inhabituals al cinema soviètic. Klímov esperarà també set anys per tenir l'autorització de rodar Va i mira, obra encara més dura que la precedent. Aquesta evoca, en efecte, a través del recorregut d'un partisà de 15 anys, la política alemanya d'anihilació de les poblacions de diversos centenars de pobles belarussos en la Segona Guerra Mundial. L'any 1974, Klimov és anomenat per Guerman Lavrov i Marlen Khoutsiev per reemplaçar Mikhaïl Romm, mort durant el rodatge de Malgrat tot, crec. L'any 1979, la seva esposa, Larissa Xepitko, que havia debutat amb la realització d'Adéu a Matiora, troba la mort a 40 anys en un accident de trànsit. Agafa el film i el realitza totalment. Larissa, rodat l'any següent, és una biografia d'una vintena de minuts de la seva esposa.
De 1985 a 1989, va estar primer secretari de la Unió d'artistes de cinema de l'URSS.
Mor l'any 2003 d'un accident vascular cerebral i està enterrat a Moscou al cementiri Troiekourovskoia.
Va ser membre del jurat al Festival de Canes 1987.

## Filmografia
| Any  | Títol en rus                                         | Títol en català |
| ---- | ---------------------------------------------------- | --------------- |
| 1964 | Dobro pojalovat, ili postoronnim vkhod vospreixtxion |                 |
| 1965 | Pokhozhdeniya zubnogo vracha                         |                 |
| 1981 | Agonia                                               |                 |
| 1983 | Proixtxànie                                          |                 |
| 1985 | Idí i smotrí                                         |                 |

## Rederències
1. ↑  Peter Rollberg. Historical Dictionary of Russian and Soviet Cinema.  US: Rowman & Littlefield, 2009, p. 357–359. ISBN 978-0-8108-6072-8.
2. ↑  «Elem Klimov». The Daily Telegraph, 18-11-2003. [Consulta: 8 juny 2009].